# Lawlers-Goldmine
Die Lawlers-Goldmine befindet sich 23 km südwestlich von Leinster in Western Australia, Australien.
Betrieben wird der Bergbau seit  2008 von Barrick Gold als Teil seiner Yilgarn South Operation, die aus zwei weiteren Bergbauen besteht, der Darlot-Centenary-Goldmine und Granny-Smith-Goldmine.

## Geschichte

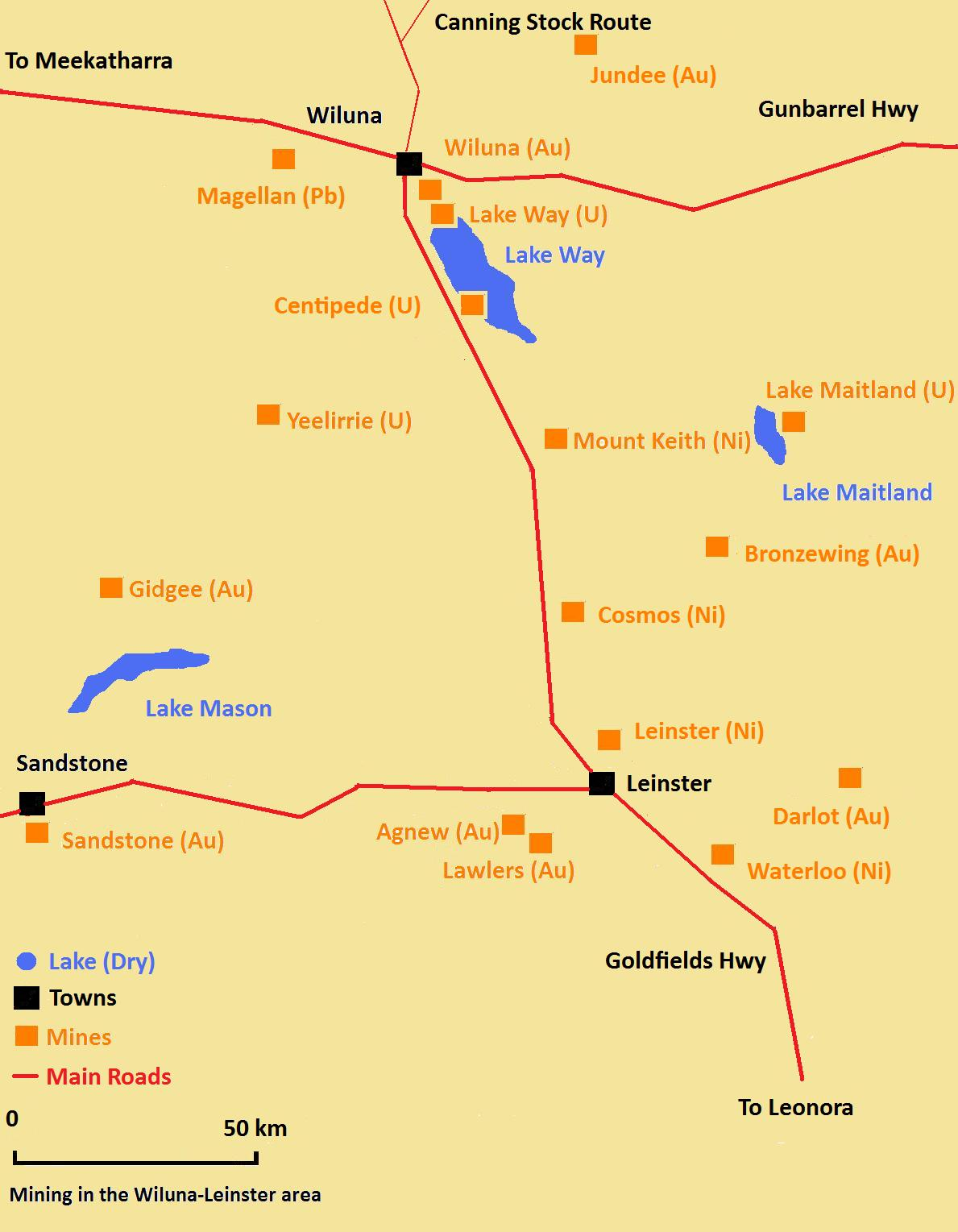
Bergbau im Wiluna-Leinster-Gebiet

Gold wurde in dieser Region im Jahr 1894 von Patrick Lawler entdeckt und die Stadt Lawlers nach ihm benannt, die in der Nähe des Bergbaus gegründet wurde, als in dem nahegelegenen Bach Gold gefunden wurde. Lawlers ist heute eine Geisterstadt und erhalten geblieben ist nur noch die Baulichkeit der Polizeistation.
1986 begann der Tagebau. Das Bergbaugebiet befand sich zunächst im Eigentum von Plutonic Resources, ein frühes und bedeutendes australisches Unternehmen, das Lagerstättenerkundung betrieb. Homestake Mining Company übernahm Plutonic im April 1998 und Homestake wurde von Barrick Gold im Jahr 2001 übernommen.

## Goldlager
Das Bergwerk befindet sich im Norseman-Wiluna-Grünsteingürtel.
Gold wird in Sedimenten und ultramafischen Gesteinen gefunden, wie auch in Quarzadern, die mit Sandstein verbunden sind. Die Adern haben eine Mächtigkeit von 2 bis 15 Metern.

## Bergbaubetrieb und Umwelt
Eine Zerkleinerungsanlage bereitet das Erzgestein vor, das auf einer Strecke von 4 Kilometern aus dem Untergrund transportiert wird. Nach der Zerkleinerung werden Teile des Goldes entsprechend seinem Gewicht gewonnen und einem Carbon-in Leach-Verfahren unterzogen, um weiteres Gold zu gewinnen, ein Cyanidlaugen-Verfahren. Barrick Gold betont, dass sie ein sicheres Verfahren im Umgang von Cyanid beherrscht und verweist auf eine Zertifizierung.
Im Prozess der Cyanidlaugung wird Gold chemisch in hochgiftigen Sickerwässern gebunden. Nach Filtration und Ausfällung entsteht brauner Schlamm, aus dem nach Waschen und Trocknen durch Reduktion zu Rohgold wird. In diesem Prozess entstehen Blausäure und Cyanide, die trotz Wiederverwendung der Lauge in die Umwelt entweichen können. Dies kann u. a. durch Unfälle, Undichtigkeiten und Katastrophen geschehen. Alle in diesem Prozess entstehenden Stoffe sind giftig. Diese werden zwar leicht in der Natur zersetzt und abgebaut, dennoch können die entstehenden großen Abraumhalden und Cyanid-Stäube durch Wind und Wasser unkontrolliert verteilt werden, Giftstoffe unkontrolliert in die Umwelt gelangen und schwere ökologische Schäden verursachen.

## Goldproduktion
| Jahr | Gold- produktion | Gehalt     | Kosten je Unze (US$/oz) |
| 2000 | 101.200 Unzen    | 4,94 g/t   | 215                     |
| 2001 | 104.000 Unzen    | 4,45 g/t   | 407                     |
| 2002 | 113.291 Unzen    |            | 179                     |
| 2003 | 99.223 Unzen     |            | 249                     |
| 2004 | 110.374 Unzen    |            | 246                     |
| 2005 | 131.000 Unzen    | 0,154 oz/t | 324                     |
| 2006 | 110.000 Unzen    | 0,129 oz/t | 494                     |
| 2007 | 115.000 Unzen    | 0,138 oz/t | 515                     |